# Erik M. Conway
Erik M. Conway est un écrivain et historien américain né en 1965. Il travaille actuellement[Quand ?] au Jet Propulsion Laboratory de la NASA au California Institute of Technology à Pasadena. Avec Naomi Oreskes, il a coécrit les livres Les Marchands de doute (2010) et L'effondrement de la civilisation occidentale (2013).

## Biographie
Erik M. Conway obtient un doctorat à l'Université du Minnesota en 1998, avec une thèse sur le développement des aides à l’atterrissage.
Il est  l'auteur de plusieurs ouvrages. Dans son livre High-Speed Dreams il soutient que le parrainage par le gouvernement américain de systèmes de transport commerciaux supersoniques résulte des préoccupations de la Guerre froide face à la perte de prouesses technologiques dans le monde moderne. Realizing the Dream of Flight est un ensemble de onze essais sur des personnes préparées en l'honneur du centième anniversaire du premier vol des frères Wright. Erik Conway écrit également Blind Landings en 2007 et il est le co-auteur d'un texte de l'enseignement secondaire intitulé Science and Exploration.

## Œuvres
- (en) Erik M. Conway, Blind landings : low-visibility operations in american aviation, 1918-1958, Baltimore, JHU Press, 4 novembre 2006, 218 p. (ISBN 978-0-8018-8449-8, lire en ligne).
- (en) Michael S. Reidy, Gary R. Kroll et Erik M. Conway, Exploration and Science : Social Impact and Interaction, ABC-CLIO, coll. « Science and Society: Impact and Interaction », 2007, 371 p. (ISBN 978-1-57607-985-0, lire en ligne).
- (en) Erik M. Conway, Atmospheric Science at NASA : A History, JHU Press, coll. « New Series in NASA History », 8 décembre 2008, 416 p. (ISBN 978-1-4214-0163-8, lire en ligne).
- (en) Erik M. Conway, Exploration and Engineering : The Jet Propulsion Laboratory and the Quest for Mars, Baltimore, JHU Press, coll. « New Series in NASA History », 27 février 2015, 416 p. (ISBN 978-1-4214-1605-2, lire en ligne).

### En français
- Erik M. Conway et Naomi Oreskes (trad. Jacques Treiner), Les Marchands de doute : ou comment une poignée de scientifiques ont masqué la vérité sur des enjeux de société tels que le tabagisme et le réchauffement climatique [« Merchants of Doubt »], Le Pommier, 2012 (1re éd. 2010 [en anglais]), 355 p. (ISBN 978-1-59691-610-4).
- Erik M. Conway et Naomi Oreskes (trad. Françoise Chemla et Paul Chemla), L'Effondrement de la civilisation occidentale [« Collapse of Western Civilization »], Les liens qui libèrent, 2014 (1re éd. 2013 [en anglais]), 124 p. (ISBN 979-10-209-0113-2, lire en ligne).